# عائشة (ماركة)
عائشة (Aïcha) هي علامة تجارية مغربية للأطعمة، تشتهر بمربياتها وصلصات الطماطم والزيوت والزيتون والتونة المعلبة والهريسة. تأسست العلامة التجارية في عام 1929 في مكناس على يد رجلي الأعمال الفرنسيين بول سيبوت ونيرون، وأصبحت واحدة من أكثر الأسماء شهرة في الأسر المغربية، بمساعدة تميمةها الشهيرة، الطفلة "عائشة".

## التاريخ
تم إنشاء شركة عائشة في الأصل لأسواق التصدير، وكانت متخصصة في البداية في الفواكه المعلبة والخضروات والكمأة الموجهة إلى أوروبا وأمريكا الشمالية.
في عام 1962، استحوذت عائلة ديفيكو على الشركة، مما أدى إلى إعادة توجيه الإنتاج نحو السوق المحلية، وخاصة المربيات. وفي العام نفسه، أنشأ مردوخ ديفيكو أول مختبر للأغذية في المغرب.
في عام 1976، تم رسم تميمة العلامة التجارية، الفتاة ذات الضفائر، على يد ألبرت أوديرزو ورينيه جوسيني، مبتكري "أستريكس"، وأصبحت الرمز البصري للشركة.

## روابط خارجية
- الموقع الرسمي لعائشة